# Paris–Roubaix 2019

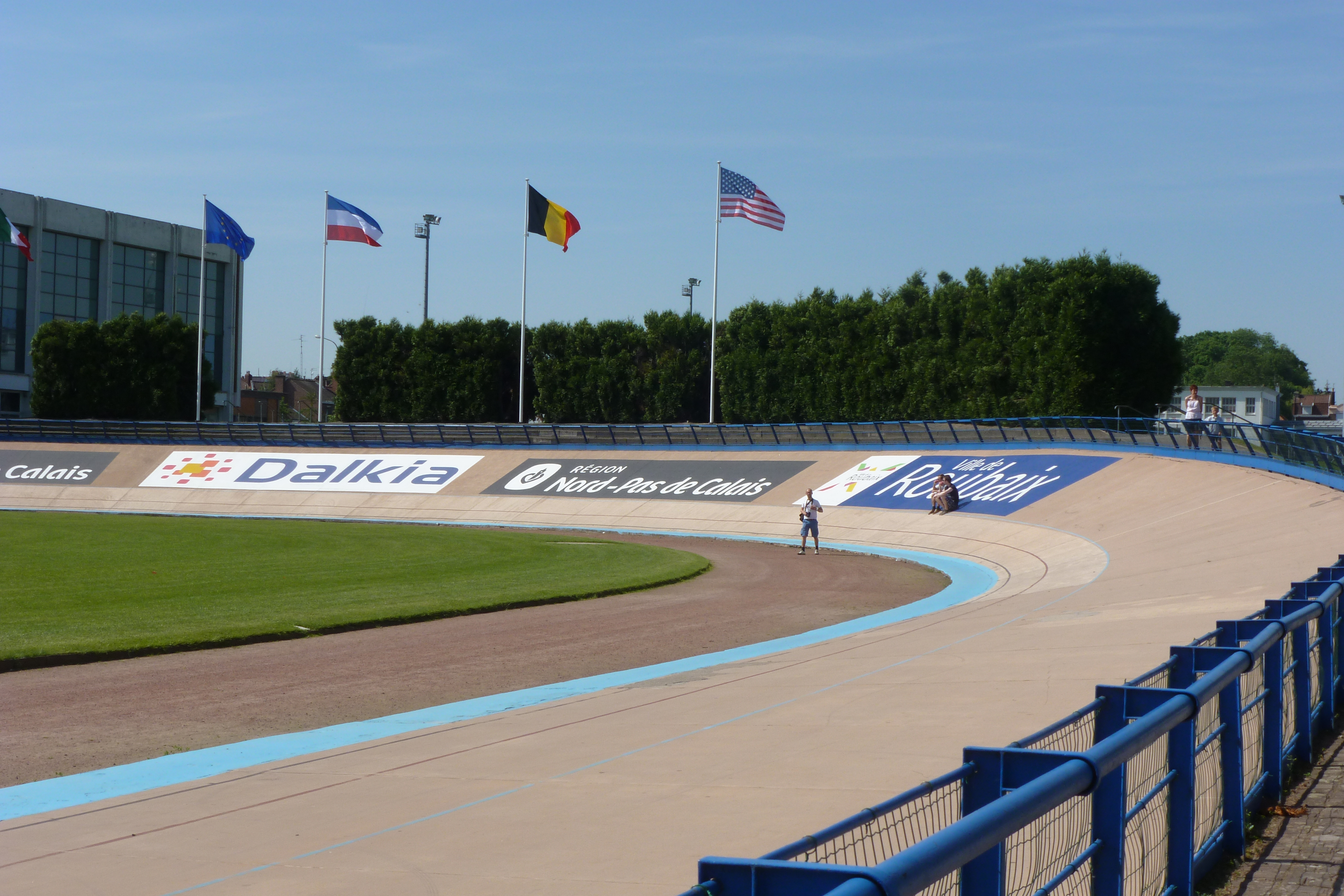
Das Rennen endete traditionell im Vélodrome André Pétrieux in Roubaix

Das Radrennen Paris–Roubaix 2019 war die 117. Austragung des Radsportklassikers und fand am Sonntag, den 14. April 2019, statt.

## Rennverlauf
Das Rennen führte über 257 Kilometer von Compiègne nach Roubaix, darunter über 29 Pavé-Sektoren (mit Kopfsteinpflaster). Es waren 175 Fahrer aus 25 Teams am Start, von denen sich 100 platzieren konnten.
Nach 84 Kilometern bildete sich eine Spitzengruppe, die im Laufe des Rennens auf 23 Fahrer anwuchs, unter ihnen die Schweizer Michael Schär und Stefan Küng, der Belgier Yves Lampaert, der Deutsche Nils Politt und der Österreicher Marco Haller, der Italiener Matteo Trentin sowie der Däne Matti Breschel. Die Gruppe fuhr zwischenzeitlich einen Vorsprung von rund einer Minute heraus, wurde jedoch nach weiteren 50 Kilometern vom Peloton geschluckt. Nach dem Wald von Arenberg, 90 Kilometer vor dem Ziel, bestand das Feld noch kompakt aus rund 60 Fahrern.
66 Kilometer vor dem Ziel attackierte Politt und bekam Begleitung von dem Belgier Philippe Gilbert und seinem Landsmann Rüdiger Selig. Das Trio hielt sich über einige Kilometer allein an der Spitze, 50 Kilometer vor dem Ziel kam eine Gruppe mit dem slowakischen Vorjahressieger Peter Sagan, den Belgiern Yves Lampaert, Sep Vanmarcke und Wout van Aert sowie den beiden Franzosen Christophe Laporte und Marc Sarreau immer näher. Die französischen Fahrer verloren den Anschluss, während die übrigen Fahrer zu dem Trio an der Spitze aufschlossen. Nach weiteren zwischenzeitlichen Attacken forcierte Nils Politt 14 Kilometer vor dem Ziel das Tempo, und nur Gilbert konnte ihm folgen. Die beiden Fahrer konnten einen Vorsprung von rund einer halben Minute herausfahren. Sie fuhren gemeinsam in die Radrennbahn von Roubaix ein, wo Gilbert schließlich in einem letzten Spurt das Rennen vor Politt für sich entschied. Yves Lampaert sicherte sich den dritten Platz.

## Rennergebnis
| \| Gesamtwertung \| Gesamtwertung \| Gesamtwertung \| Gesamtwertung \| Gesamtwertung \| \| Fahrer \| Fahrer \| Land \| Team \| Zeit \| \| ------------- \| ------------------- \| ------------- \| -------------------------- \| --------------- \| \| 1. \| Philippe Gilbert \| Belgien \| Deceuninck-Quick Step \| 5 h 58 min 02 s \| \| 2. \| Nils Politt \| Deutschland \| Katusha-Alpecin \| + 0 s \| \| 3. \| Yves Lampaert \| Belgien \| Deceuninck-Quick Step \| + 13 s \| \| 4. \| Sep Vanmarcke \| Belgien \| EF Education First \| + 40 s \| \| 5. \| Peter Sagan \| Slowakei \| Bora-Hansgrohe \| + 42 s \| \| 6. \| Florian Sénéchal \| Frankreich \| Deceuninck-Quick Step \| + 47 s \| \| 7. \| Mike Teunissen \| Niederlande \| Team Jumbo-Visma \| + 47 s \| \| 8. \| Zdeněk Štybar \| Tschechien \| Deceuninck-Quick Step \| + 47 s \| \| 9. \| Evaldas Šiškevičius \| Litauen \| Delko Marseille Provence \| + 47 s \| \| 10. \| Sebastian Langeveld \| Niederlande \| EF Education First \| + 47 s \| \| 11. \| Stefan Küng \| Schweiz \| Groupama-FDJ \| + 47 s \| \| 12. \| Greg Van Avermaet \| Belgien \| CCC Team \| + 47 s \| \| 13. \| Oliver Naesen \| Belgien \| AG2R La Mondiale \| + 47 s \| \| 14. \| Heinrich Haussler \| Australien \| Bahrain-Merida \| + 1 min 24 s \| \| 15. \| Adrien Petit \| Frankreich \| Total Direct Énergie \| + 1 min 25 s \| \| 16. \| Marco Haller \| Österreich \| Katusha-Alpecin \| + 1 min 36 s \| \| 17. \| Arnaud Démare \| Frankreich \| Groupama-FDJ \| + 1 min 36 s \| \| 18. \| Anthony Turgis \| Frankreich \| Total Direct Énergie \| + 1 min 36 s \| \| 19. \| Hugo Hofstetter \| Frankreich \| Cofidis, Solutions Crédits \| + 1 min 36 s \| \| 20. \| Bert De Backer \| Belgien \| Vital Concept-B&B Hotels \| + 1 min 36 s \| |                     |             |                            |                 |
| |                     |             |                            |                 |
| Quelle: ProCyclingStats |                     |             |                            |                 |
| Gesamtwertung |                     |             |                            |                 |
| Fahrer | Fahrer              | Land        | Team                       | Zeit            |
| 1. | Philippe Gilbert    | Belgien     | Deceuninck-Quick Step      | 5 h 58 min 02 s |
| 2. | Nils Politt         | Deutschland | Katusha-Alpecin            | + 0 s           |
| 3. | Yves Lampaert       | Belgien     | Deceuninck-Quick Step      | + 13 s          |
| 4. | Sep Vanmarcke       | Belgien     | EF Education First         | + 40 s          |
| 5. | Peter Sagan         | Slowakei    | Bora-Hansgrohe             | + 42 s          |
| 6. | Florian Sénéchal    | Frankreich  | Deceuninck-Quick Step      | + 47 s          |
| 7. | Mike Teunissen      | Niederlande | Team Jumbo-Visma           | + 47 s          |
| 8. | Zdeněk Štybar       | Tschechien  | Deceuninck-Quick Step      | + 47 s          |
| 9. | Evaldas Šiškevičius | Litauen     | Delko Marseille Provence   | + 47 s          |
| 10. | Sebastian Langeveld | Niederlande | EF Education First         | + 47 s          |
| 11. | Stefan Küng         | Schweiz     | Groupama-FDJ               | + 47 s          |
| 12. | Greg Van Avermaet   | Belgien     | CCC Team                   | + 47 s          |
| 13. | Oliver Naesen       | Belgien     | AG2R La Mondiale           | + 47 s          |
| 14. | Heinrich Haussler   | Australien  | Bahrain-Merida             | + 1 min 24 s    |
| 15. | Adrien Petit        | Frankreich  | Total Direct Énergie       | + 1 min 25 s    |
| 16. | Marco Haller        | Österreich  | Katusha-Alpecin            | + 1 min 36 s    |
| 17. | Arnaud Démare       | Frankreich  | Groupama-FDJ               | + 1 min 36 s    |
| 18. | Anthony Turgis      | Frankreich  | Total Direct Énergie       | + 1 min 36 s    |
| 19. | Hugo Hofstetter     | Frankreich  | Cofidis, Solutions Crédits | + 1 min 36 s    |
| 20. | Bert De Backer      | Belgien     | Vital Concept-B&B Hotels   | + 1 min 36 s    |

## Teilnehmerliste
| Bora-Hansgrohe BOH | Bora-Hansgrohe BOH         | Bora-Hansgrohe BOH |
| ------------------ | -------------------------- | ------------------ |
| Nr.                | Fahrer                     | Platz              |
| 1                  | Peter Sagan (SVK) (Straße) | 5.                 |
| 2                  | Maciej Bodnar (POL)        | DNF                |
| 3                  | Marcus Burghardt (GER)     | 24.                |
| 4                  | Daniel Oss (ITA)           | DNF                |
| 5                  | Juraj Sagan (SVK)          | DNF                |
| 6                  | Andreas Schillinger (GER)  | 53.                |
| 7                  | Rüdiger Selig (GER)        | 39.                |

| AG2R La Mondiale ALM | AG2R La Mondiale ALM    | AG2R La Mondiale ALM |
| -------------------- | ----------------------- | -------------------- |
| Nr.                  | Fahrer                  | Platz                |
| 11                   | Silvan Dillier (SUI)    | 57.                  |
| 12                   | Nico Denz (GER)         | 36.                  |
| 13                   | Julien Duval (FRA)      | 64.                  |
| 14                   | Dorian Godon (FRA)      | 68.                  |
| 15                   | Alexis Gougeard (FRA)   | DNF                  |
| 16                   | Oliver Naesen (BEL)     | 13.                  |
| 17                   | Stijn Vandenbergh (BEL) | 23.                  |

| CCC Team CPT | CCC Team CPT                   | CCC Team CPT |
| ------------ | ------------------------------ | ------------ |
| Nr.          | Fahrer                         | Platz        |
| 21           | Greg Van Avermaet (BEL)        | 12.          |
| 22           | Kamil Gradek (POL)             | DNF          |
| 23           | Michael Schär (SUI)            | 80.          |
| 24           | Gijs Van Hoecke (BEL)          | DNF          |
| 25           | Nathan Van Hooydonck (BEL)     | 47.          |
| 26           | Guillaume Van Keirsbulck (BEL) | 42.          |
| 27           | Łukasz Wiśniowski (POL)        | 77.          |

| Trek-Segafredo TFS | Trek-Segafredo TFS   | Trek-Segafredo TFS |
| ------------------ | -------------------- | ------------------ |
| Nr.                | Fahrer               | Platz              |
| 31                 | John Degenkolb (GER) | 28.                |
| 32                 | Koen de Kort (NED)   | 49.                |
| 33                 | Alex Kirsch (LUX)    | HD                 |
| 34                 | Ryan Mullen (IRL)    | 96.                |
| 35                 | Mads Pedersen (DEN)  | 51.                |
| 36                 | Jasper Stuyven (BEL) | 27.                |
| 37                 | Edward Theuns (BEL)  | 55.                |

| EF Education First EF1 | EF Education First EF1    | EF Education First EF1 |
| ---------------------- | ------------------------- | ---------------------- |
| Nr.                    | Fahrer                    | Platz                  |
| 41                     | Sep Vanmarcke (BEL)       | 4.                     |
| 42                     | Matti Breschel (DEN)      | 60.                    |
| 43                     | Mitchell Docker (AUS)     | 76.                    |
| 44                     | Julius van den Berg (NED) | DNF                    |
| 45                     | Sebastian Langeveld (NED) | 10.                    |
| 46                     | Taylor Phinney (USA)      | DNF                    |
| 47                     | Thomas Scully (NZL)       | 94.                    |

| Katusha-Alpecin TKA | Katusha-Alpecin TKA      | Katusha-Alpecin TKA |
| ------------------- | ------------------------ | ------------------- |
| Nr.                 | Fahrer                   | Platz               |
| 51                  | Nils Politt (GER)        | 2.                  |
| 52                  | Jenthe Biermans (BEL)    | DNF                 |
| 53                  | Jens Debusschere (BEL)   | DNF                 |
| 54                  | Marco Haller (AUT)       | 16.                 |
| 55                  | Reto Hollenstein (SUI)   | 58.                 |
| 56                  | Mads Würtz Schmidt (DEN) | 34.                 |
| 57                  | Rick Zabel (GER)         | 85.                 |

| Deceuninck-Quick Step DQT | Deceuninck-Quick Step DQT    | Deceuninck-Quick Step DQT |
| ------------------------- | ---------------------------- | ------------------------- |
| Nr.                       | Fahrer                       | Platz                     |
| 61                        | Zdeněk Štybar (CZE)          | 8.                        |
| 62                        | Kasper Asgreen (DEN)         | 50.                       |
| 63                        | Tim Declercq (BEL)           | DNF                       |
| 64                        | Philippe Gilbert (BEL)       | 1.                        |
| 65                        | Iljo Keisse (BEL)            | DNF                       |
| 66                        | Yves Lampaert (BEL) (Straße) | 3.                        |
| 67                        | Florian Sénéchal (FRA)       | 6.                        |

| Total Direct Énergie TDE | Total Direct Énergie TDE | Total Direct Énergie TDE |
| ------------------------ | ------------------------ | ------------------------ |
| Nr.                      | Fahrer                   | Platz                    |
| 71                       | Adrien Petit (FRA)       | 15.                      |
| 72                       | Romain Cardis (FRA)      | DNF                      |
| 73                       | Damien Gaudin (FRA)      | DNF                      |
| 74                       | Yohann Gène (FRA)        | DNF                      |
| 75                       | Pim Ligthart (NED)       | DNF                      |
| 76                       | Alexandre Pichot (FRA)   | 92.                      |
| 77                       | Anthony Turgis (FRA)     | 18.                      |

| Mitchelton-Scott MTS | Mitchelton-Scott MTS          | Mitchelton-Scott MTS |
| -------------------- | ----------------------------- | -------------------- |
| Nr.                  | Fahrer                        | Platz                |
| 81                   | Matteo Trentin (ITA) (Straße) | 43.                  |
| 82                   | Edoardo Affini (ITA)          | 99.                  |
| 83                   | Jack Bauer (NZL)              | DNF                  |
| 85                   | Michael Hepburn (AUS)         | 98.                  |
| 86                   | Luka Mezgec (SLO)             | DNF                  |
| 87                   | Callum Scotson (AUS)          | HD                   |
| 88                   | Robert Stannard (AUS)         | 69.                  |

| Groupama-FDJ GFC | Groupama-FDJ GFC          | Groupama-FDJ GFC |
| ---------------- | ------------------------- | ---------------- |
| Nr.              | Fahrer                    | Platz            |
| 91               | Arnaud Démare (FRA)       | 17.              |
| 92               | Jacopo Guarnieri (ITA)    | DNF              |
| 93               | Ignatas Konovalovas (LTU) | 81.              |
| 94               | Stefan Küng (SUI)         | 11.              |
| 95               | Olivier Le Gac (FRA)      | 65.              |
| 96               | Marc Sarreau (FRA)        | 35.              |
| 97               | Ramon Sinkeldam (NED)     | DNF              |

| Lotto-Soudal LTS | Lotto-Soudal LTS        | Lotto-Soudal LTS |
| ---------------- | ----------------------- | ---------------- |
| Nr.              | Fahrer                  | Platz            |
| 101              | Jens Keukeleire (BEL)   | 29.              |
| 102              | Tiesj Benoot (BEL)      | DNF              |
| 103              | Stan Dewulf (BEL)       | 79.              |
| 104              | Frederik Frison (BEL)   | DNF              |
| 105              | Nikolas Maes (BEL)      | DNF              |
| 106              | Lawrence Naesen (BEL)   | DNF              |
| 107              | Brian van Goethem (NED) | DNF              |

| Team Jumbo-Visma TJV | Team Jumbo-Visma TJV     | Team Jumbo-Visma TJV |
| -------------------- | ------------------------ | -------------------- |
| Nr.                  | Fahrer                   | Platz                |
| 111                  | Wout van Aert (BEL)      | 22.                  |
| 112                  | Pascal Eenkhoorn (NED)   | 63.                  |
| 114                  | Mike Teunissen (NED)     | 7.                   |
| 115                  | Taco van der Hoorn (NED) | DNF                  |
| 116                  | Danny van Poppel (NED)   | DNF                  |
| 117                  | Maarten Wijnants (BEL)   | 40.                  |
| 118                  | Timo Roosen (NED)        | 89.                  |

| Team Sky SKY | Team Sky SKY           | Team Sky SKY |
| ------------ | ---------------------- | ------------ |
| Nr.          | Fahrer                 | Platz        |
| 121          | Luke Rowe (GBR)        | 32.          |
| 122          | Owain Doull (GBR)      | 95.          |
| 123          | Filippo Ganna (ITA)    | DNF          |
| 124          | Christian Knees (GER)  | DNF          |
| 125          | Gianni Moscon (ITA)    | 84.          |
| 126          | Ian Stannard (GBR)     | 82.          |
| 127          | Dylan van Baarle (NED) | 21.          |

| UAE Team Emirates UAD | UAE Team Emirates UAD               | UAE Team Emirates UAD |
| --------------------- | ----------------------------------- | --------------------- |
| Nr.                   | Fahrer                              | Platz                 |
| 131                   | Alexander Kristoff (NOR)            | 56.                   |
| 132                   | Tom Bohli (SUI)                     | DNF                   |
| 133                   | Sven Erik Bystrøm (NOR)             | DNF                   |
| 134                   | Fernando Gaviria (COL)              | DNS                   |
| 135                   | Vegard Stake Laengen (NOR) (Straße) | DNF                   |
| 136                   | Marco Marcato (ITA)                 | DNF                   |
| 137                   | Jasper Philipsen (BEL)              | DNF                   |

| Cofidis, Solutions Crédits COF | Cofidis, Solutions Crédits COF | Cofidis, Solutions Crédits COF |
| ------------------------------ | ------------------------------ | ------------------------------ |
| Nr.                            | Fahrer                         | Platz                          |
| 141                            | Christophe Laporte (FRA)       | 33.                            |
| 142                            | Filippo Fortin (ITA)           | 100.                           |
| 143                            | Hugo Hofstetter (FRA)          | 19.                            |
| 144                            | Cyril Lemoine (FRA)            | 54.                            |
| 145                            | Damien Touzé (FRA)             | 48.                            |
| 146                            | Bert Van Lerberghe (BEL)       | DNF                            |
| 147                            | Kenneth Vanbilsen (BEL)        | DNF                            |

| Astana AST | Astana AST                 | Astana AST |
| ---------- | -------------------------- | ---------- |
| Nr.        | Fahrer                     | Platz      |
| 151        | Magnus Cort Nielsen (DEN)  | DNF        |
| 152        | Davide Ballerini (ITA)     | 31.        |
| 153        | Schandos Bischіgіtow (KAZ) | DNF        |
| 154        | Laurens De Vreese (BEL)    | 25.        |
| 155        | Daniil Fominych (KAZ)      | DNF        |
| 156        | Dmitri Grusdew (KAZ)       | DNF        |
| 157        | Hugo Houle (CAN)           | 78.        |

| Bahrain-Merida TBM | Bahrain-Merida TBM           | Bahrain-Merida TBM |
| ------------------ | ---------------------------- | ------------------ |
| Nr.                | Fahrer                       | Platz              |
| 161                | Matej Mohorič (SLO) (Straße) | 70.                |
| 162                | Phil Bauhaus (GER)           | DNF                |
| 163                | Iván García Cortina (ESP)    | 41.                |
| 164                | Heinrich Haussler (AUS)      | 14.                |
| 165                | Kristijan Koren (SLO)        | 30.                |
| 166                | Marcel Sieberg (GER)         | DNF                |
| 167                | Jan Tratnik (SLO)            | 87.                |

| Movistar Team MOV | Movistar Team MOV       | Movistar Team MOV |
| ----------------- | ----------------------- | ----------------- |
| Nr.               | Fahrer                  | Platz             |
| 171               | Jürgen Roelandts (BEL)  | DNF               |
| 172               | Jorge Arcas (ESP)       | DNF               |
| 173               | Daniele Bennati (ITA)   | DNF               |
| 174               | Jaime Castrillo (ESP)   | DNF               |
| 175               | Imanol Erviti (ESP)     | 73.               |
| 176               | Eduardo Sepúlveda (ARG) | HD                |
| 177               | Jasha Sütterlin (GER)   | DNF               |

| Wanty-Gobert WGG | Wanty-Gobert WGG           | Wanty-Gobert WGG |
| ---------------- | -------------------------- | ---------------- |
| Nr.              | Fahrer                     | Platz            |
| 181              | Frederik Backaert (BEL)    | 26.              |
| 183              | Ludwig De Winter (BEL)     | DNF              |
| 184              | Tom Devriendt (BEL)        | 37.              |
| 185              | Wesley Kreder (NED)        | 38.              |
| 186              | Boris Vallée (BEL)         | 59.              |
| 187              | Pieter Vanspeybrouck (BEL) | DNF              |
| 189              | Timothy Dupont (BEL)       | 52.              |

| Dimension Data TDD | Dimension Data TDD                | Dimension Data TDD |
| ------------------ | --------------------------------- | ------------------ |
| Nr.                | Fahrer                            | Platz              |
| 191                | Edvald Boasson Hagen (NOR)        | 45.                |
| 192                | Lars Bak (DEN)                    | 91.                |
| 193                | Bernhard Eisel (AUT)              | 66.                |
| 194                | Reinardt Janse van Rensburg (RSA) | 61.                |
| 195                | Jay Robert Thomson (RSA)          | DNF                |
| 196                | Rasmus Tiller (NOR)               | HD                 |
| 197                | Julien Vermote (BEL)              | 86.                |

| Arkéa-Samsic PCB | Arkéa-Samsic PCB       | Arkéa-Samsic PCB |
| ---------------- | ---------------------- | ---------------- |
| Nr.              | Fahrer                 | Platz            |
| 201              | André Greipel (GER)    | DNF              |
| 202              | Franck Bonnamour (FRA) | 88.              |
| 203              | Brice Feillu (FRA)     | DNF              |
| 204              | Benoît Jarrier (FRA)   | 83.              |
| 205              | Clément Russo (FRA)    | 46.              |
| 206              | Alan Riou (FRA)        | HD               |
| 207              | Bram Welten (NED)      | DNF              |

| Team Sunweb SUN | Team Sunweb SUN              | Team Sunweb SUN |
| --------------- | ---------------------------- | --------------- |
| Nr.             | Fahrer                       | Platz           |
| 211             | Nikias Arndt (GER)           | 44.             |
| 212             | Cees Bol (NED)               | 62.             |
| 213             | Roy Curvers (NED)            | 75.             |
| 214             | Lennard Kämna (GER)          | DNF             |
| 215             | Asbjørn Kragh Andersen (DEN) | DNF             |
| 216             | Casper Pedersen (DEN)        | DNF             |
| 217             | Max Walscheid (GER)          | HD              |

| Vital Concept-B&B Hotels VCB | Vital Concept-B&B Hotels VCB | Vital Concept-B&B Hotels VCB |
| ---------------------------- | ---------------------------- | ---------------------------- |
| Nr.                          | Fahrer                       | Platz                        |
| 221                          | Bert De Backer (BEL)         | 20.                          |
| 222                          | Kris Boeckmans (BEL)         | 97.                          |
| 223                          | Corentin Ermenault (FRA)     | 90.                          |
| 224                          | Jérémy Lecroq (FRA)          | 72.                          |
| 225                          | Julien Morice (FRA)          | DNF                          |
| 226                          | Jimmy Turgis (FRA)           | 67.                          |
| 227                          | Jonas Van Genechten (BEL)    | HD                           |

| Roompot-Charles ROC | Roompot-Charles ROC       | Roompot-Charles ROC |
| ------------------- | ------------------------- | ------------------- |
| Nr.                 | Fahrer                    | Platz               |
| 231                 | Lars Boom (NED)           | 74.                 |
| 232                 | Jesper Asselman (NED)     | HD                  |
| 233                 | Senne Leysen (BEL)        | DNF                 |
| 235                 | Justin Timmermans (NED)   | DNF                 |
| 236                 | Sjoerd van Ginneken (NED) | DNF                 |
| 237                 | Boy van Poppel (NED)      | 93.                 |
| 238                 | Michaël Van Staeyen (BEL) | DNF                 |

| Delko Marseille Provence DMP | Delko Marseille Provence DMP   | Delko Marseille Provence DMP |
| ---------------------------- | ------------------------------ | ---------------------------- |
| Nr.                          | Fahrer                         | Platz                        |
| 241                          | Evaldas Šiškevičius (LTU)      | 9.                           |
| 242                          | Joseph Areruya (RWA)           | HD                           |
| 243                          | Iuri Filosi (ITA)              | DNF                          |
| 244                          | Brenton Jones (AUS)            | DNF                          |
| 245                          | Przemysław Kasperkiewicz (POL) | HD                           |
| 246                          | Jérémy Leveau (FRA)            | DNF                          |
| 247                          | Julien Trarieux (FRA)          | 71.                          |

| Bora-Hansgrohe BOH | Bora-Hansgrohe BOH         | Bora-Hansgrohe BOH |
| ------------------ | -------------------------- | ------------------ |
| Nr.                | Fahrer                     | Platz              |
| 1                  | Peter Sagan (SVK) (Straße) | 5.                 |
| 2                  | Maciej Bodnar (POL)        | DNF                |
| 3                  | Marcus Burghardt (GER)     | 24.                |
| 4                  | Daniel Oss (ITA)           | DNF                |
| 5                  | Juraj Sagan (SVK)          | DNF                |
| 6                  | Andreas Schillinger (GER)  | 53.                |
| 7                  | Rüdiger Selig (GER)        | 39.                |

| AG2R La Mondiale ALM | AG2R La Mondiale ALM    | AG2R La Mondiale ALM |
| -------------------- | ----------------------- | -------------------- |
| Nr.                  | Fahrer                  | Platz                |
| 11                   | Silvan Dillier (SUI)    | 57.                  |
| 12                   | Nico Denz (GER)         | 36.                  |
| 13                   | Julien Duval (FRA)      | 64.                  |
| 14                   | Dorian Godon (FRA)      | 68.                  |
| 15                   | Alexis Gougeard (FRA)   | DNF                  |
| 16                   | Oliver Naesen (BEL)     | 13.                  |
| 17                   | Stijn Vandenbergh (BEL) | 23.                  |

| CCC Team CPT | CCC Team CPT                   | CCC Team CPT |
| ------------ | ------------------------------ | ------------ |
| Nr.          | Fahrer                         | Platz        |
| 21           | Greg Van Avermaet (BEL)        | 12.          |
| 22           | Kamil Gradek (POL)             | DNF          |
| 23           | Michael Schär (SUI)            | 80.          |
| 24           | Gijs Van Hoecke (BEL)          | DNF          |
| 25           | Nathan Van Hooydonck (BEL)     | 47.          |
| 26           | Guillaume Van Keirsbulck (BEL) | 42.          |
| 27           | Łukasz Wiśniowski (POL)        | 77.          |

| Trek-Segafredo TFS | Trek-Segafredo TFS   | Trek-Segafredo TFS |
| ------------------ | -------------------- | ------------------ |
| Nr.                | Fahrer               | Platz              |
| 31                 | John Degenkolb (GER) | 28.                |
| 32                 | Koen de Kort (NED)   | 49.                |
| 33                 | Alex Kirsch (LUX)    | HD                 |
| 34                 | Ryan Mullen (IRL)    | 96.                |
| 35                 | Mads Pedersen (DEN)  | 51.                |
| 36                 | Jasper Stuyven (BEL) | 27.                |
| 37                 | Edward Theuns (BEL)  | 55.                |

| EF Education First EF1 | EF Education First EF1    | EF Education First EF1 |
| ---------------------- | ------------------------- | ---------------------- |
| Nr.                    | Fahrer                    | Platz                  |
| 41                     | Sep Vanmarcke (BEL)       | 4.                     |
| 42                     | Matti Breschel (DEN)      | 60.                    |
| 43                     | Mitchell Docker (AUS)     | 76.                    |
| 44                     | Julius van den Berg (NED) | DNF                    |
| 45                     | Sebastian Langeveld (NED) | 10.                    |
| 46                     | Taylor Phinney (USA)      | DNF                    |
| 47                     | Thomas Scully (NZL)       | 94.                    |

| Katusha-Alpecin TKA | Katusha-Alpecin TKA      | Katusha-Alpecin TKA |
| ------------------- | ------------------------ | ------------------- |
| Nr.                 | Fahrer                   | Platz               |
| 51                  | Nils Politt (GER)        | 2.                  |
| 52                  | Jenthe Biermans (BEL)    | DNF                 |
| 53                  | Jens Debusschere (BEL)   | DNF                 |
| 54                  | Marco Haller (AUT)       | 16.                 |
| 55                  | Reto Hollenstein (SUI)   | 58.                 |
| 56                  | Mads Würtz Schmidt (DEN) | 34.                 |
| 57                  | Rick Zabel (GER)         | 85.                 |

| Deceuninck-Quick Step DQT | Deceuninck-Quick Step DQT    | Deceuninck-Quick Step DQT |
| ------------------------- | ---------------------------- | ------------------------- |
| Nr.                       | Fahrer                       | Platz                     |
| 61                        | Zdeněk Štybar (CZE)          | 8.                        |
| 62                        | Kasper Asgreen (DEN)         | 50.                       |
| 63                        | Tim Declercq (BEL)           | DNF                       |
| 64                        | Philippe Gilbert (BEL)       | 1.                        |
| 65                        | Iljo Keisse (BEL)            | DNF                       |
| 66                        | Yves Lampaert (BEL) (Straße) | 3.                        |
| 67                        | Florian Sénéchal (FRA)       | 6.                        |

| Total Direct Énergie TDE | Total Direct Énergie TDE | Total Direct Énergie TDE |
| ------------------------ | ------------------------ | ------------------------ |
| Nr.                      | Fahrer                   | Platz                    |
| 71                       | Adrien Petit (FRA)       | 15.                      |
| 72                       | Romain Cardis (FRA)      | DNF                      |
| 73                       | Damien Gaudin (FRA)      | DNF                      |
| 74                       | Yohann Gène (FRA)        | DNF                      |
| 75                       | Pim Ligthart (NED)       | DNF                      |
| 76                       | Alexandre Pichot (FRA)   | 92.                      |
| 77                       | Anthony Turgis (FRA)     | 18.                      |

| Mitchelton-Scott MTS | Mitchelton-Scott MTS          | Mitchelton-Scott MTS |
| -------------------- | ----------------------------- | -------------------- |
| Nr.                  | Fahrer                        | Platz                |
| 81                   | Matteo Trentin (ITA) (Straße) | 43.                  |
| 82                   | Edoardo Affini (ITA)          | 99.                  |
| 83                   | Jack Bauer (NZL)              | DNF                  |
| 85                   | Michael Hepburn (AUS)         | 98.                  |
| 86                   | Luka Mezgec (SLO)             | DNF                  |
| 87                   | Callum Scotson (AUS)          | HD                   |
| 88                   | Robert Stannard (AUS)         | 69.                  |

| Groupama-FDJ GFC | Groupama-FDJ GFC          | Groupama-FDJ GFC |
| ---------------- | ------------------------- | ---------------- |
| Nr.              | Fahrer                    | Platz            |
| 91               | Arnaud Démare (FRA)       | 17.              |
| 92               | Jacopo Guarnieri (ITA)    | DNF              |
| 93               | Ignatas Konovalovas (LTU) | 81.              |
| 94               | Stefan Küng (SUI)         | 11.              |
| 95               | Olivier Le Gac (FRA)      | 65.              |
| 96               | Marc Sarreau (FRA)        | 35.              |
| 97               | Ramon Sinkeldam (NED)     | DNF              |

| Lotto-Soudal LTS | Lotto-Soudal LTS        | Lotto-Soudal LTS |
| ---------------- | ----------------------- | ---------------- |
| Nr.              | Fahrer                  | Platz            |
| 101              | Jens Keukeleire (BEL)   | 29.              |
| 102              | Tiesj Benoot (BEL)      | DNF              |
| 103              | Stan Dewulf (BEL)       | 79.              |
| 104              | Frederik Frison (BEL)   | DNF              |
| 105              | Nikolas Maes (BEL)      | DNF              |
| 106              | Lawrence Naesen (BEL)   | DNF              |
| 107              | Brian van Goethem (NED) | DNF              |

| Team Jumbo-Visma TJV | Team Jumbo-Visma TJV     | Team Jumbo-Visma TJV |
| -------------------- | ------------------------ | -------------------- |
| Nr.                  | Fahrer                   | Platz                |
| 111                  | Wout van Aert (BEL)      | 22.                  |
| 112                  | Pascal Eenkhoorn (NED)   | 63.                  |
| 114                  | Mike Teunissen (NED)     | 7.                   |
| 115                  | Taco van der Hoorn (NED) | DNF                  |
| 116                  | Danny van Poppel (NED)   | DNF                  |
| 117                  | Maarten Wijnants (BEL)   | 40.                  |
| 118                  | Timo Roosen (NED)        | 89.                  |

| Team Sky SKY | Team Sky SKY           | Team Sky SKY |
| ------------ | ---------------------- | ------------ |
| Nr.          | Fahrer                 | Platz        |
| 121          | Luke Rowe (GBR)        | 32.          |
| 122          | Owain Doull (GBR)      | 95.          |
| 123          | Filippo Ganna (ITA)    | DNF          |
| 124          | Christian Knees (GER)  | DNF          |
| 125          | Gianni Moscon (ITA)    | 84.          |
| 126          | Ian Stannard (GBR)     | 82.          |
| 127          | Dylan van Baarle (NED) | 21.          |

| UAE Team Emirates UAD | UAE Team Emirates UAD               | UAE Team Emirates UAD |
| --------------------- | ----------------------------------- | --------------------- |
| Nr.                   | Fahrer                              | Platz                 |
| 131                   | Alexander Kristoff (NOR)            | 56.                   |
| 132                   | Tom Bohli (SUI)                     | DNF                   |
| 133                   | Sven Erik Bystrøm (NOR)             | DNF                   |
| 134                   | Fernando Gaviria (COL)              | DNS                   |
| 135                   | Vegard Stake Laengen (NOR) (Straße) | DNF                   |
| 136                   | Marco Marcato (ITA)                 | DNF                   |
| 137                   | Jasper Philipsen (BEL)              | DNF                   |

| Cofidis, Solutions Crédits COF | Cofidis, Solutions Crédits COF | Cofidis, Solutions Crédits COF |
| ------------------------------ | ------------------------------ | ------------------------------ |
| Nr.                            | Fahrer                         | Platz                          |
| 141                            | Christophe Laporte (FRA)       | 33.                            |
| 142                            | Filippo Fortin (ITA)           | 100.                           |
| 143                            | Hugo Hofstetter (FRA)          | 19.                            |
| 144                            | Cyril Lemoine (FRA)            | 54.                            |
| 145                            | Damien Touzé (FRA)             | 48.                            |
| 146                            | Bert Van Lerberghe (BEL)       | DNF                            |
| 147                            | Kenneth Vanbilsen (BEL)        | DNF                            |

| Astana AST | Astana AST                 | Astana AST |
| ---------- | -------------------------- | ---------- |
| Nr.        | Fahrer                     | Platz      |
| 151        | Magnus Cort Nielsen (DEN)  | DNF        |
| 152        | Davide Ballerini (ITA)     | 31.        |
| 153        | Schandos Bischіgіtow (KAZ) | DNF        |
| 154        | Laurens De Vreese (BEL)    | 25.        |
| 155        | Daniil Fominych (KAZ)      | DNF        |
| 156        | Dmitri Grusdew (KAZ)       | DNF        |
| 157        | Hugo Houle (CAN)           | 78.        |

| Bahrain-Merida TBM | Bahrain-Merida TBM           | Bahrain-Merida TBM |
| ------------------ | ---------------------------- | ------------------ |
| Nr.                | Fahrer                       | Platz              |
| 161                | Matej Mohorič (SLO) (Straße) | 70.                |
| 162                | Phil Bauhaus (GER)           | DNF                |
| 163                | Iván García Cortina (ESP)    | 41.                |
| 164                | Heinrich Haussler (AUS)      | 14.                |
| 165                | Kristijan Koren (SLO)        | 30.                |
| 166                | Marcel Sieberg (GER)         | DNF                |
| 167                | Jan Tratnik (SLO)            | 87.                |

| Movistar Team MOV | Movistar Team MOV       | Movistar Team MOV |
| ----------------- | ----------------------- | ----------------- |
| Nr.               | Fahrer                  | Platz             |
| 171               | Jürgen Roelandts (BEL)  | DNF               |
| 172               | Jorge Arcas (ESP)       | DNF               |
| 173               | Daniele Bennati (ITA)   | DNF               |
| 174               | Jaime Castrillo (ESP)   | DNF               |
| 175               | Imanol Erviti (ESP)     | 73.               |
| 176               | Eduardo Sepúlveda (ARG) | HD                |
| 177               | Jasha Sütterlin (GER)   | DNF               |

| Wanty-Gobert WGG | Wanty-Gobert WGG           | Wanty-Gobert WGG |
| ---------------- | -------------------------- | ---------------- |
| Nr.              | Fahrer                     | Platz            |
| 181              | Frederik Backaert (BEL)    | 26.              |
| 183              | Ludwig De Winter (BEL)     | DNF              |
| 184              | Tom Devriendt (BEL)        | 37.              |
| 185              | Wesley Kreder (NED)        | 38.              |
| 186              | Boris Vallée (BEL)         | 59.              |
| 187              | Pieter Vanspeybrouck (BEL) | DNF              |
| 189              | Timothy Dupont (BEL)       | 52.              |

| Dimension Data TDD | Dimension Data TDD                | Dimension Data TDD |
| ------------------ | --------------------------------- | ------------------ |
| Nr.                | Fahrer                            | Platz              |
| 191                | Edvald Boasson Hagen (NOR)        | 45.                |
| 192                | Lars Bak (DEN)                    | 91.                |
| 193                | Bernhard Eisel (AUT)              | 66.                |
| 194                | Reinardt Janse van Rensburg (RSA) | 61.                |
| 195                | Jay Robert Thomson (RSA)          | DNF                |
| 196                | Rasmus Tiller (NOR)               | HD                 |
| 197                | Julien Vermote (BEL)              | 86.                |

| Arkéa-Samsic PCB | Arkéa-Samsic PCB       | Arkéa-Samsic PCB |
| ---------------- | ---------------------- | ---------------- |
| Nr.              | Fahrer                 | Platz            |
| 201              | André Greipel (GER)    | DNF              |
| 202              | Franck Bonnamour (FRA) | 88.              |
| 203              | Brice Feillu (FRA)     | DNF              |
| 204              | Benoît Jarrier (FRA)   | 83.              |
| 205              | Clément Russo (FRA)    | 46.              |
| 206              | Alan Riou (FRA)        | HD               |
| 207              | Bram Welten (NED)      | DNF              |

| Team Sunweb SUN | Team Sunweb SUN              | Team Sunweb SUN |
| --------------- | ---------------------------- | --------------- |
| Nr.             | Fahrer                       | Platz           |
| 211             | Nikias Arndt (GER)           | 44.             |
| 212             | Cees Bol (NED)               | 62.             |
| 213             | Roy Curvers (NED)            | 75.             |
| 214             | Lennard Kämna (GER)          | DNF             |
| 215             | Asbjørn Kragh Andersen (DEN) | DNF             |
| 216             | Casper Pedersen (DEN)        | DNF             |
| 217             | Max Walscheid (GER)          | HD              |

| Vital Concept-B&B Hotels VCB | Vital Concept-B&B Hotels VCB | Vital Concept-B&B Hotels VCB |
| ---------------------------- | ---------------------------- | ---------------------------- |
| Nr.                          | Fahrer                       | Platz                        |
| 221                          | Bert De Backer (BEL)         | 20.                          |
| 222                          | Kris Boeckmans (BEL)         | 97.                          |
| 223                          | Corentin Ermenault (FRA)     | 90.                          |
| 224                          | Jérémy Lecroq (FRA)          | 72.                          |
| 225                          | Julien Morice (FRA)          | DNF                          |
| 226                          | Jimmy Turgis (FRA)           | 67.                          |
| 227                          | Jonas Van Genechten (BEL)    | HD                           |

| Roompot-Charles ROC | Roompot-Charles ROC       | Roompot-Charles ROC |
| ------------------- | ------------------------- | ------------------- |
| Nr.                 | Fahrer                    | Platz               |
| 231                 | Lars Boom (NED)           | 74.                 |
| 232                 | Jesper Asselman (NED)     | HD                  |
| 233                 | Senne Leysen (BEL)        | DNF                 |
| 235                 | Justin Timmermans (NED)   | DNF                 |
| 236                 | Sjoerd van Ginneken (NED) | DNF                 |
| 237                 | Boy van Poppel (NED)      | 93.                 |
| 238                 | Michaël Van Staeyen (BEL) | DNF                 |

| Delko Marseille Provence DMP | Delko Marseille Provence DMP   | Delko Marseille Provence DMP |
| ---------------------------- | ------------------------------ | ---------------------------- |
| Nr.                          | Fahrer                         | Platz                        |
| 241                          | Evaldas Šiškevičius (LTU)      | 9.                           |
| 242                          | Joseph Areruya (RWA)           | HD                           |
| 243                          | Iuri Filosi (ITA)              | DNF                          |
| 244                          | Brenton Jones (AUS)            | DNF                          |
| 245                          | Przemysław Kasperkiewicz (POL) | HD                           |
| 246                          | Jérémy Leveau (FRA)            | DNF                          |
| 247                          | Julien Trarieux (FRA)          | 71.                          |